# Мравиняць
42°45′ пн. ш. 17°58′ сх. д. / 42.75° пн. ш. 17.96° сх. д.
Мравиняць (хорв. Mravinjac) — населений пункт у Хорватії, у Дубровницько-Неретванській жупанії у складі міста Дубровник.

## Населення
Населення за даними перепису 2011 року становило 88 осіб.
Динаміка чисельності населення поселення: